# Follies
|  | Aquest article tracta sobre el musical. Vegeu-ne altres significats a «Folly». |

Follies és un musical amb música i lletres de Stephen Sondheim i llibret de James Goldman. La història tracta sobre una reunió a un teatre de Broadway mig en runes, la demolició del qual està programada, dels antics membres del "Weismann's Follies", una revista (basada en el Ziegfeld Follies), que van treballar en aquell teatre entre les Guerres Mundials. Se centra en dues parelles, Buddy i Sally Durant Plummer i Benjamin i Phyllis Rogers Stone, que assisteixen a la reunió. Sally i Phyllis eren showgirls al Follies. Totes dues parelles són terriblement infelices en els seus matrimonis. Buddy, un viatjant, té una història amb una noia de la carretera; Sally segueix enamorada de Ben com ho estava anys abans; i Ben està tan absort en si mateix que Phyllis se sent emocionalment abandonada. Diverses de les anteriors coristes realitzen els seus antics números, a vegades acompanyats pels fantasmes de si mateixos.
La producció original de Broadway s'estrenà el 4 d'abril de 1971, dirigida per Harold Prince i Michael Bennet, i amb coreografies de Bennet. Va ser nominat a onze Premis Tony, dels quals en guanyà set. Es representa 522 vegades, encara que finalment va acabar amb pèrdues econòmiques. Follies ha gaudit de diversos revivals, i diverses de les seves cançons han esdevingut clàssics, incloent "Broadway Baby", "I'm Still Here", "Too Many Mornings", "Could I Leave You?" i "Losing My Mind".

## Rerefons
Després del fracàs de Do I Hear A Waltz? (1965), pel qual havia escrit les lletres a la música de Richard Rodgers, Sondheim decidí que només volia treballar en projecte on ell mateix escrivís la lletra i la música. Demanà a l'autor i dramaturg James Goldman que se li unís per escriure un nou musical. Inspirat per un article del New York Times sobre una trobada d'antigues coristes del Ziegfeld Follies, decidiren fer una història sobre antigues coristes.
Inicialment titulat The Girls Upstairs, el musical havia de ser produït originàriament per David Merrick i Leland Hayward a finals de 1967, però finalment acabà sent produït per Stuart Ostrow, amb direcció de Joseph Hardy. Però aquests plans no rutllaren i finalment Harold Prince, que ja havia treballat anteriorment amb Sondheim, esdevingué el productor i director. Havia acordat treballar a The Girls Upstairs si Sondheim acceptava treballar a Company; i Michael Bennet, el jove coreògraf de Company, també ingressà al projecte. Va ser Prince qui canvià el títol a "Follies": li intrigava la psicologia d'una reunió d'antigues coristes i li encantava jugar amb la paraula "follies" ("bogeries).

## Argument

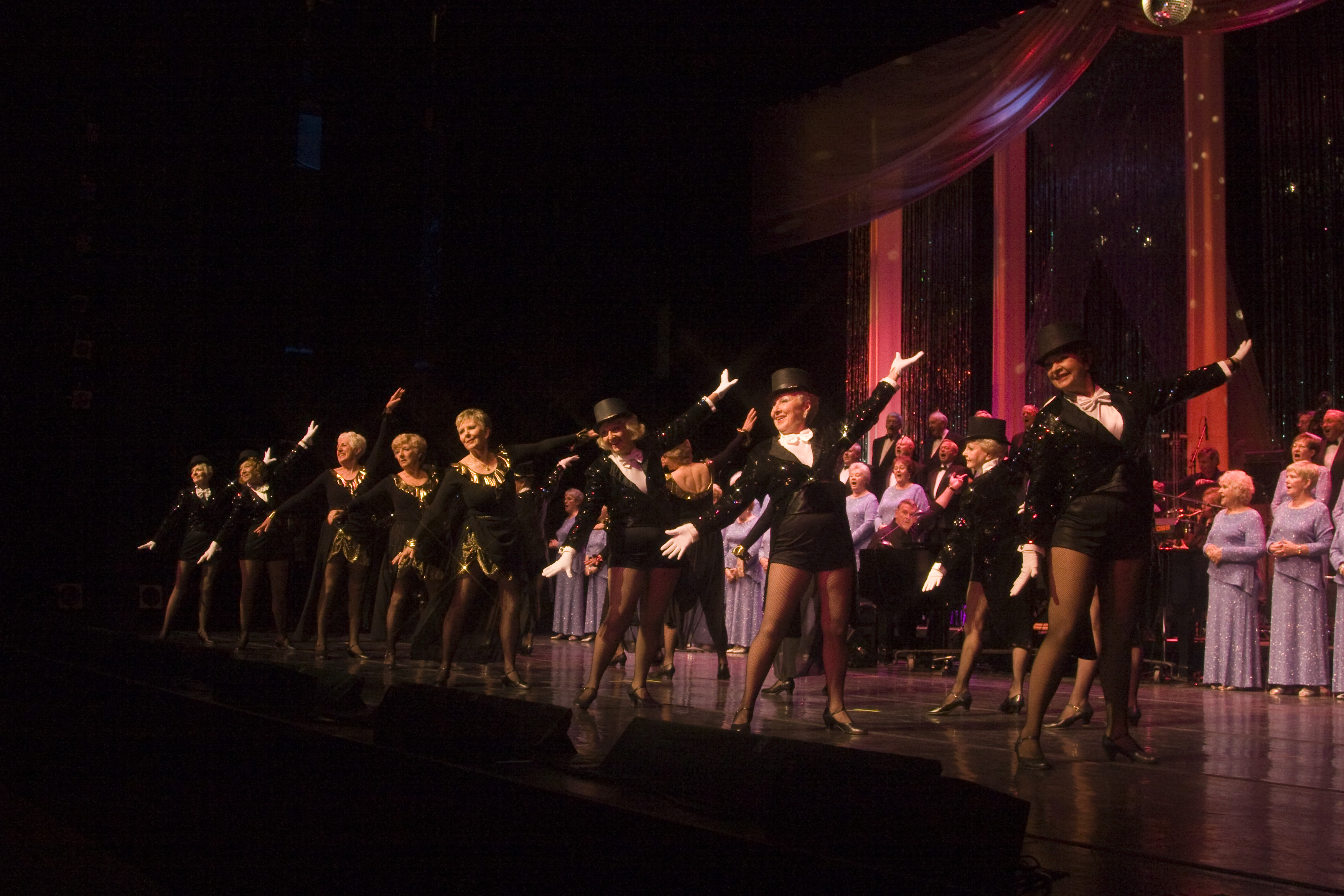

A l'escenari del Weismann Theatre, que aviat demoliran, se celebra una reunió en honor dels espectacles d'en Weismann's "Follies" del passat, així com de les belleses que van actuar-hi com a coristes. L'abans relluent teatre ara són taulons i andamiatges (Prologue/Overture). Mentre que els fantasmes de les joves coristes transiten pel teatre, entra un majordom amb la seva cort de cambrers i minyones. Passen enmig de les coristes fantasmagòriques sense veure-les.
Sally Durant Plummer, rossa, petita i amb una cara dolça té 49 anys, però encara és com la nena que havia estat 30 anys abans, una antiga Weismann girl és la primera convidada a arribar; i el seu fantasma es mou al seu voltant. Phyllis Rogers Stone, una dona estilitzada i elegant, encara més atractiva avui, també arriba amb Ben, el seu educat i exitós marit, Ben. Mentre que les seves companyes més joves se'ls apropen, Phyllis comenta a Ben el seu passat. Ell fingeix desinterès; però hi ha una tensió subjacent en la seva relació. A mesura que arriben més convidats, Buddy, el marit de Sally, entra. És un venedor, amb 50 i pocs, atractiu i ple de vida, els somriures del qual cobreixen una decepció interior.
Finalment entra Mr. Weismann per rebre els seus convidats. Roscoe, el vell presentador, presenta les antigues showgirls ("Beautiful Girls"). Les antigues actrius de Weismann a la reunió inclouen Max i Stella Deems, que van perdre les seves feines a la ràdio i esdevingueren propietàries de botigues a Miami; Solange La Fitte, coqueta, que encara està vibrant tres dècades després; Hattie Walker, que ha sobreviscut a 5 marits; Vincent i Vanessa, antics ballarins que ara tenen una franquícia Arthur Murray; Heidi Schiller, per a qui Franz Lehár va escriure un vals; i Carlotta Campion, una estrella del cinema que ha viscut la vida i s'ha beneficiat de cada experiència.
Com recorden els convidats, les històries de Ben, Phyllis, Buddy i Sally es desenvolupen. Phyllis i Sally eren companyes d'habitació mentre que van estar al Follies, i Ben i Buddy eren amics a l'institut a Nova York. Quan Sally veu a Ben, el seu antic amant, el saluda tímidament ("Don't Look at Me"). Carlotta està cansada d'escoltar les històries de tothom i vol que algú l'escolti a ella. Mentrestant, Buddy i Phyllis s'uneixen a les seves esposes i els quatre recorden els vells temps del seu romanç i el teatre, els seus records es converteixen en realitat mentre que apareixen com a joves ("Waiting For The Girls Upstairs"). Cadascun d'ells queda sorprès de com li ha canviat la vida. Per tot arreu Willy Wheeler (corpulent, d'uns seixanta anys) dona voltes per a un fotògraf. Emily i Theodore Whitman, ex-vodevilians ja a la seixantena, fan una vella rutina ("The Rain on the Roof"). Solange demostra que encara és als 60 anys ("Ah, Paris!"), i Hattie Walker fa el seu vell número ("Broadway Baby").
Sally queda impressionada per l'aparent vida glamourosa de Ben, però Ben es pregunta si ella va prendre les eleccions correctes i considera com podrien haver estat les coses ("The Road You Didn't Take"). Sally diu a Ben com ha passat la seva vida amb Buddy, en un "relat esgarrifós d'autoenganys d'una dona auto-desilusionada, sola i de mitjana edat", intentant convèncer-lo (i convèncer-se a si mateixa) ("In Buddy's Eyes"). Però és clar que Sally encara està enamorada de Ben, tot i que va quedar terriblement ferida quan Ben va preferir casar-se amb Phyllis. Sally sent que la va usar per satisfer-se sexualment. Ella busca als seus records i comença a ballar amb en Ben, que està tocat pel record de la Sally que una vegada va deixar de costat.
Phillips interromp aquest tendre moment i té una dura trobada amb Sally. Però aquesta trobada és interrompuda per una altra actuació, en aquesta ocasió, les ex-coristes alineades per interpretar un antic número ("Who's That Woman?"), amb resultats desastrosos, com es veu amb les seves versions joves. Més tard, Phillis i Ben discuteixen amargament sobre les seves vides i relació, les quals han esdevingut rutinàries i sense emoció. Sally està amargada perquè mai no ha estat feliç amb en Buddy, tot i que ell sempre l'ha adorat. Carlotta diverteix a tots amb una història de com el seu solo dramàtic va ser eliminat de Follies perquè el públic el trobava divertit, però d'alguna manera funciona quan aquesta vegada el canta ("I'm Still Here").
Ben confessa a Sally que la seva vida està buida. Ella sospira perquè ell l'abraci, però la jove Sally s'esmuny entre ells i els tres es mouen conjuntament ("Too Many Mornings"). Ben, pres per la passió dels records, besa Sally mentre que en Buddy entra. En Buddy està furiós, i Ben, sorprès pel paral·lel entre el passat i el present, diu a Sally que això es va acabar fa molt de temps. Deixa a Sally que encara somia en un matrimoni que mai no tindrà lloc. Buddy, amargament, fantaseja amb la noia amb la que s'hauria d'haver casat, que l'hauria estimat i l'hauria fet sentir com "algú". Sally li diu que en Ben li ha demanat que es casin; i en Buddy li respon que o bé està boig o begut, però que l'ha ajudat en clíniques de rehabilitació i en hospitals mentals i que ja no pot més. Un Ben begut fa proposicions a Carlotta, amb la que havia tingut una aventura, però ella té un amant més jove. La Phyllis besa a un cambrer, però li confessa que sempre havia volgut tenir un fill. Llavors diu a Ben que no pot tornar al seu matrimoni sense amor. En Ben li respon que vol divorciar-se, i la Phillys assumeix que això és degut al fet que ell està enamorat de Sally. Enfadada i ferida, la Phyllis considera accedir a la seva proposta ("Could I Leave You?").
Les dues parelles i els seus equivalents joves discuteixen furiosos sobre com de ximples van ser de joves. De cop i volta, en el moment màxim de bogeria i confusió, les parelles són engolides per les seves follies, mentre que el teatre es transforma en un "Loveland" de fantasia, una extravaganza encara més gran i opulent que les velles produccions de Weismann: "el lloc on els amants sempre són joves i bells, i només es viu per l'amor." Sally, Phyllis, Ben i Buddy mostren les seves "vides autèntiques i emocionals" en una "mena d'esclat nerviós".
Els joves Phyllis i Ben tenen esperances de futur ("You're Gonna Love Tomorrow"), igual que els joves Buddy i Sally ("Love Will See Us Through"). Llavors apareix Buddy, vestit amb "uns pantalons amples de quadres, una jaqueta cridanera i un barret brillant", en un número de vodevil amb una Sally imaginària i la seva ex-nòvia Margie ("The God-Why-Don't-You-Love-Me Blues"). Sally apareix a continuació, vestida de vermell ("Losing My Mind"). Phyllis mostra els dos costats de la seva personalitat: la "sensata" Lucy (la jove Phyllis, ingènua però apassionada) i la "elegant" Jessie (avorrida de Phyllis, amb un present ben arreglat) ("The Story of Lucy and Jessie"). Ben comença a mostrar la seva filosofia diabòlica ("Live, Laugh, Love"), però ensopega i comença a demanar ansiosament al director per la lletra, mentre que intenta continuar frenèticament. En Ben es torna frenètic, mentre que el conjunt de ball segueix com si res. Enmig d'un soroll ensordidor, en Ben crida mentre a totes les figures del seu passat i cau mentre que crida a Phyllis.
"Loveland" es dissol de nou en la realitat del vell i mig enrunat teatre, i el matí s'apropa. En Buddy escorta la "emocionalment destrossada" Sally, mentre que la Phyllis intenta ajudar en Ben a recuperar la seva dignitat abans de marxar, amb la promesa d'arreglar les coses. Les seves versions joves fantasmals finalment entren a la llum. Els joves Ben i Buddy criden suaument a les noies "amunt", i Follies acaba.

## Cançons
- "Beautiful Girls" – Roscoe i Companyia
- "Don't Look at Me" – Sally i Ben
- "Waiting for the Girls Upstairs" – Ben, Sally, Phyllis i Buddy, Ben Jove, Sally Jove, Phyllis Jove i Buddy Jove
- "Rain on the Roof" – Emily i Theodore
- "Ah, Paris!" – Solange
- "Broadway Baby" – Hattie
- "The Road You Didn't Take" – Ben
- "Bolero d'Amour" –Ballat per Vincent i Vanessa ≠≠
- "In Buddy's Eyes" – Sally
- "Who's That Woman?" – Stella i Companyia
- "I'm Still Here" – Carlotta
- "Too Many Mornings" – Ben i Sally
- "The Right Girl" – Buddy
- "One More Kiss" – Heidi i Heidi Jove
- "Could I Leave You?" – Phyllis
- "Loveland" – Company
- "You're Gonna Love Tomorrow" / "Love Will See Us Through" –Ben Jove, Sally Jove, Phyllis Jove i Buddy Jove
- "The God-Why-Don't-You-Love-Me Blues" – Buddy, "Margie", "Sally"
- "Losing My Mind" – Sally
- "The Story of Lucy i Jessie" ≠ – Phyllis i Companyia
- "Live, Laugh, Love" – Ben i Companyia
- Finale – Companyia; varia segons la producció, sovint és una reprise de "Beautiful Girls"

≠ Algunes versions és substituïda per "Ah, But Underneath"
≠≠ Omesa en algunes versions 

## Anàlisi
Hal Prince afirmà que:«"Follies" examina el comportament obsessiu, la neurosi i l'auto-indulgència més microscopicalment que res que jo conegui.» Bernadette Peters parlant sobre el personatge de "Sally", «[Sondheim] va dir que [Sally] està desequilibrada. Ell creu que ella és molt neuròtica, i ella és molt neuròtica, de manera que em va dir "Felicitats. Està grillada".» Martin Gottfried va escriure : «El concepte darrere de "Follies" és la nostàlgia del teatre, representant les ulleres de color rosa amb el que encarem l'edat... el show està concebut de manera fantasmagòrica. Des de l'inici, els fantasmes de les coristes del "Follies" omplen l'escenari, gegants mítics emplomats, alats, en una opulència en blanc i negre. De la mateixa manera, els fantasmes dels Vint apareixen al vespre mentre que els personatges intenten guanyar de nou la seva joventut mitjançant les recreacions de les seves actuacions i els sentiments fatus del teatre del seu passat.»
Joanne Gordon, Presidenta i Directora Artística Teatral a la Universitat Estatal de Califòrnia) va escriure que «"Follies" és en part una mirada afectiva vers el teatre musical estatunidenc entre les dues guerres mundials i dona a Sondheim l'oportunitat de fer servir les convencions tradicionals del gènere per mostrar la desesperança i la falsedat dels somnis i les il·lusions dels seus personatges. L'emotivitat generada per la reunió de les "Follies girls" acaba donant pas a la ira, la decepció i a l'amarga resignació a la realitat.»«"Follies" conté dues partitures: els números pastiche del "Follies" i els números del llibret. Així alguns dels números del "Follies" imiten l'estil particular d'alguns compositors d'inicis del segle XX: "Losing My Mind" té l'estil de la balada de George Gershwin "The Man I Love"; i el mateix Sondheim senyalà que la cançó "The God-Why-Don't-You-Love-Me Blues" és "un altre pastiche genèric: música de vodevil per persecucions i còmics baixos, però amb una perspectiva lírica... vaig intentar donar-los el coneixement interior sardònic de Lorenz Hart or Frank Loesser."
"Loveland", la seqüència musical final (que consumia la darrera mitja hora de la producció original) és una mena de seqüència dels dels anys 20, amb Sally, Phyllis, Ben i Buddy actuant "com els còmics i els principals cantants del Broadway d'antuvi." "Loveland" presenta un ventall de números d'estil de vodevil, mostrant els problemes emocionals dels personatges protagonistes, abans de tornar al teatre pel final de la seva festa de reunió. Els quatre personatges estan presos d'un show de somni on cadascun d'ells actua fora de la seva bogeria principal.

## Versions
Goldman continuà revisant el llibret fins a la seva mort, que tingué lloc poc abans de la producció del Paper Mill Playhouse el 1998. Sondheim, a més, havia afegit i eliminat cançons que jutjava que serien problemàtiques en diverses versions. Segons Ted Chapin, «Actualment, rarament s'ha realitzat la mateixa versió de "Folies" dues vegades. La vídua de James Goldman va fer l'observació que el show s'havia transformat durant tota la seva vida... La producció de Londres tenia noves cançons i diàlegs. La producció de Paper Mill Playhouse va fer servir elements de Londres, però es mostrà més propera a l'original. El revival del Roundabout Broadway el 2001, la primera gran producció després de la mort de Goldman el 1998, de nou va ser una combinació de les versions prèvies.».
Per a la producció original de Londres es realitzaren grans canvis, amb la intenció d'establir un to més lleuger i afavorir un final més feliç que el de la producció original de Broadway. D'acord amb Joanne Gordon, «Quan "Follies" s'estrenà a Londres... tenia un to totalment diferent i significativament més optimista. El llibret revisat de Goldman oferia petites millores sobre l'original.»
D'acord amb Sondheim, el productor Cameron Mackintosh demanà fer canvis per la producció de Londres de 1987. "A mi no em feia res fer-ho, l'única topada va ser quan em demanà que tallés "The Road You Didn't Take"... jo no veia motiu per no intentar coses noves, sabent que sempre podrien tornar a l'original (la qual cosa vam fer). El resultat van ser quatre cançons noves... Per motius que no recordo vaig reescriure "Loveland" per la producció de Londres. Només hi havia quatre showgirls en aquesta versió, i cadascuna d'elles portava un amb una lletra de l'alfabet.»
El musical va ser escrit en un únic acte, i el director original, Prince, no volia un intermedi, mentre que el co-director, Bennett, volia dos actes. Originalment es va realitzar en un únic acte. Les versions del West End de 1987, Barrington Stage Company de 2005, the 2001 Broadway revival i del Kennedy Center de 2011 es realitzaren en dos actes. En canvi, la prèvia de Broadway es tornà a realitzar en un únic acte; però per l'estrena es realitzà en dos actes.

## versions

### Producció original de Broadway 1971
Follies va fer les seves prèvies a Boston, entre el febrer i març de 1971. L'estrena a Broadway va ser el 4 d'abril de 1971 al Winter Garden Theatre. Estava dirigit per Harold Prince i Michael Bennett i coreografiat per Bennett. Estava protagonitzat per Alexis Smith (Phyllis), John McMartin (Benjamin), Dorothy Collins (Sally), Gene Nelson (Buddy), juntament amb diversos veterans de Broadway i del vodevil. El paper de Carlotta va ser creat per Yvonne De Carlo, i habitualment el fan veteranes que poden fer una cançó. Entre d'altres particeps notables de la producció original estan Fifi D'Orsay com Solange LaFitte, Justine Johnston com Heidi Schiller, Mary McCarty com Stella Deems, Arnold Moss com Dimitri Weismann, Ethel Shutta com Hattie Walker i Marcie Stringer and Charles Welch com Emily and Theodore Whitman.
El show tancà l'1 de juliol de 1972, després de 522 funcions i 12 prèvies. D'acord amb Variety Magazine, va ser un "absolut fracàs econòmic, amb unes pèrdues acumulades de $792,000." Prince havia previst fer una gira per la costa oest i després fer una gira nacional, però com que no va funcionar a Los Angeles acabaren els plans de la gira.
Frank Rich, durant molts anys crític en cap de teatre de The New York Times, va cridar l'atenció per primera vegada mentre que estudiava a la Universitat Harvard un llarg assaig sobre el show al Harvard Crimson, que havia vist a Boston abans de l'estrena a Broadway, va preveure que l'espectacle esdevindria un clàssic de Broadway. Rich posteriorment escriuria que el públic de la producció original estava desconcertat i inquiet.
Per motius comercials l'àlbum del repartiment va ser retallat de dos a un únic LP. La majoria de les cançons van ser molt abridged i diverses no van ser enregistrades. Segons Craig Zadan, Generalment es creu que... Prince va equivocar-se donant els drets d'enregistrament de "Follies" a Capitol Records, que per tal d'encabir-lo en un únic disc, mutilà les cançons condensant diverses i ometent d'altres. Chapin ho confirmà així: "Al final... la darrera paraula era de Capitol era que no volia fer dos enregistraments... [Dick Jones] ara havia de fer retallades a la banda sonora d'acord amb Steve." One More Kiss" va ser omesa de la publicació final, però va ser recuperada per la publicació en CD. Chapin explica que "havia una cançó que Dick Jones [productor de l'àlbum] no volia incloure a l'àlbum, però Steve Sondheim ho va aconseguir. La cançó era "One More Kiss", i el compromís era que si hi havia temps, seria enregistrada, encara que Jones no podia prometre que acabés a l'àlbum. (Va ser enregistrada, però no entrà a l'àlbum fins que aquest va ser editat en CD anys després.)""

### Producció de Los Angeles 1972
El musical va ser produït el juliol de 1972 a The Muny, Saint Louis (Missouri), passant d'allà al Shubert Theatre, Century City, Califòrnia, on es representà entre el 22 de juliol i l'1 d'octubre de 1972. Estava dirigit per Prince i protagonitzat per Dorothy Collins (Sally; substituïda per Janet Blair), Alexis Smith (Phyllis), John McMartin (Benjamin; substituït per Edward Winter), Gene Nelson (Buddy) i Yvonne De Carlo (Carlotta), reprenent els seus papers originals. La producció va servir per estrenar el nou teatre, de 1.800 seients, el qual, irònicament, va ser enderrocat 30 anys després (el 2002) per construir un nou edifici d'oficines, emmirallant-se en l'argument en què es basa Follies.

### Wythenshawe i Lincoln Center, 1985
El 30 d'abril de 1985 s'estrenà al Forum Theatre, Wythenshawe (Anglaterra), dirigit per Howard Lloyd-Lewis. El repartiment incloïa a Mary Millar (Sally Durant Plummer), Liz Izen (Young Sally), Meg Johnson (Stella Deems), Les Want (Max Deems), Betty Benfield (Heidi Schiller), Joseph Powell (Roscoe), Chili Bouchier (Hattie Walker), Shirley Greenwood (Emily Whitman), Bryan Burdon (Theodore Whitman), Monica Dell (Solange LaFitte), Jeannie Harris (Carlotta Campion), Josephine Blake (Phyllis Rogers Stone), Kevin Colson (Benjamin Stone), Debbie Snook (Young Phyllis), Stephen Hale (Young Ben), Bill Bradley (Buddy Plummer), Paul Burton (Young Buddy), David Scase (Dimitri Weismann), Lorraine Croft (Young Stella), i Meryl Richardson (Young Heidi).
El 6 i el 7 de setembre de 1985 es realitzà un concert al Avery Fisher Hall, Lincoln Center. Estava protagonitzat per Barbara Cook (Sally), George Hearn (Ben), Mandy Patinkin (Buddy) i Lee Remick (Phyllis), a més de Carol Burnett (Carlotta), Betty Comden (Emily), Adolph Green (Theodore), Liliane Montevecchi (Solange LaFitte), Elaine Stritch (Hattie Walker), Phyllis Newman (Stella Deems), Jim Walton (Young Buddy), Howard McGillin (Young Ben), Liz Callaway (Young Sally), Daisy Prince (Young Phyllis), Andre Gregory (Dmitri), Arthur Rubin (Roscoe) i Licia Albanese (Heidi Schiller). Rich, a la seva crítica, afirmà que "tal com s'ha interpretat al Avery Fisher Hall, la banda sonora emergí com un tot original, en què la música "original" i les tonades "vintage" constantment es trobaven entre si, tant el 1971, moment en què té lloc l'acció, com el 1941, any en què el Follies desaparegué".
Entre els motius per les quals el concert va posar-se en escena estava la de tenir una oportunitat per enregistrar tota la banda sonora. L'àlbum resultant era més complet que l'àlbum del repartiment original. Malgrat tot, el director Herbert Ross va prendre's certes llibertats en adaptar el llibret i la banda sonora pel format concert: la música de ball va ser modificada, les cançons tenien finals falsos, havien nous diàlegs, s'afegiren reprises i Patinkin va poder cantar "The God-Why-Don't-You-Love-Me Blues" com un solo, en lloc de fer un trio amb dues coristes. Es realitzà un documental que va ser emès per la televisió sobre la realització del concert, que va ser publicat en vídeo i en DVD.

### Producció de 1987 al West End
El musical s'interpretà al Shaftesbury Theatre del West End entre el 21 de juliol de 1987 i el 4 de febrer de 1989, després de 644 funcions. Estava produïda per Cameron Mackintosh, amb direcció de Mike Ockrent; i interpretada per Diana Rigg (Phyllis), Daniel Massey (Ben), Julia McKenzie (Sally), David Healy (Buddy), Lynda Baron, Leonard Sachs, Maria Charles, Pearl Carr & Teddy Johnson. Dolores Gray va ser molt aplaudida per la seva interpretació de Carlotta. Durant l'estada, Eartha Kittsubstituí a Gray. Julia McKenzie tornà a la producció per fer les 4 darreres funcions.
El llibret va ser reescrit per James Goldman, amb la col·laboració de Sondheim, i se li donà un intermedi. A Cameron Mackintosh no li agradava que "no hi havia canvis en els personatges d'inici a final.. A la producció de Londres... els personatges començaven a entendre's els uns als altres." Segons Sondheim, no crec que el guió de Londres fos tan bo com l'original. Però, en canvi, pensava que era meravellós que al final del primer acte els personatges principals es reconeixien de joves i eren capaços de reconèixer-se durant els darrers 30 minuts de l'obra." Sondheim va escriure quatre noves cançons "Country House" (substituint "The Road You Didn't Take"), "Loveland" (substituint la cançó homònima), "Ah, But Underneath" (substituint "The Story of Lucy and Jessie", per Diana Rigg, que no ballava), i "Make the Most of Your Music" (replacing "Live, Laugh, Love").
Els crítics que havien vist la producció a Nova York (com Frank Rich) el trobà "poc accentuat" i que li mancava l'atmosfera que tenia la seva versió original. D
Aquesta va ser enregistrada en un CD doble, sent el primer enregistrament complet.
Follies va ser votada en novè lloc en una enquesta de "El Musical Essencial Número 1 de la Nació" entre els oients de la BBC Radio 2

### Concerts de 1996-1998
Concert de Dublin
Al maig de 1996 es realitzà un concert al National Concert Hall de Dublín. El repartiment incloïa a Lorna Luft, Millicent Martin, Mary Millar i Enda Markey.
Concert de Londres
El 8 de desembre de 1996 es realitzà un concert al Theatre Royal, Drury Lane de Londres, emès el 15 de febrer de 1997 per la BBC Radio 2. Estava protagonitzat per Julia McKenzie (Sally), Donna McKechnie (Phyllis), Denis Quilley (Ben) i Ron Moody (Buddy). Recreà la partitura original de Broadway.
Concert de Sydney
Follies va ser interpretat en concert al Teatre de l'Òpera de Sydney amb l'orquestra simfònica de Sydney al febrer de 1998, durant el Mardi Gras L&G de Sydney, interpretant-se en 3 ocasions. El 1995 va interpretar-se de manera semblant al Melbourne Festival of Arts, protagonitzat per Toni Lamond (Sally), Jill Perryman, Judi Connelli, Terence Donovan, Ron Haddrick, Todd McKenney i Leonie Page.

### Revival de Broadway de 2001
El 5 d'abril del 2001 s'estrenà un revival al Belasco Theatre de Broadway, tancant el 14 de juliol següent, després de 117 funcions i 32 prèvies. Aquest compromís limitat del Roundabout Theatre estava previst que tanqués el 30 de setembre. Dirigit per Matthew Warchus, estava protagonitzat per Blythe Danner (Phyllis), Judith Ivey (Sally), Treat Williams (Buddy), Gregory Harrison (Benjamin), Marge Champion, Polly Bergen (Carlotta), Joan Roberts (la Laurey original de la producció original d'Oklahoma! a Broadway), Larry Raiken (Roscoe), a més de diversos noms famosos del passat. Betty Garrett, l'antiga estrella de Broadway i de la MGM, interpretà a Hattie. Va ser significativament destrossada (les versions anteriors havien presentat unes extravagants vestuaris i escenografies) i no va ser un èxit per la crítica.
Segons un article de The Hollywood Reporter, "gairebé cadascuna de les funcions registrava el ple absolut. El motiu pel final va ser perquè, sent produït per la Roundabout Theatre Company, una companyia basada en el "teatre sense afany de lucre", es presentà sota uns termes especials a l'Equity, on els actors cobraven el sou mínim. Allargar el show hagués comportat negociar nous contractes amb tota la companyia... i degut l'aforament limitat del Belasco, era impossible financierament."
Segons l'historiador i escriptor teatral John Kenrick, «les males notícies són que "Follies" és un fracàs dramàtic i conceptual. Les bones notícies són que també conté diversos dels moments musicals que Broadway ha vist en moltes temporades.»

### Revival de Londres del 2002
Al Royal Festival Hall de Londres es preparà un nou revival per a una estada limitada. Les prèvies començaren el 3 d'agost, estrenant-se el 6 d'agost i representant-se fins al 31 d'agost del 2002. Estava dirigit per Paul Kerryson, i protagonitzada per David Durham com "Ben", Kathryn Evans com "Sally", Louise Gold com "Phyllis", Julia Goss com "Heidi" i Henry Goodman com "Buddy". La cantant de varietats Joan Savage cantava "Broadway Baby". Aquesta producció feia servir la banda sonora original de Broadway.

### Encores! del New York City Center 2007
La sèrie "Grans Musicals Americans en Concert" del Encores! al New York City Center presentà Follies per sis rfuncions al febrer de 2007 en un concert semi-interpretat. El repartiment incloïa a Donna Murphy (Phyllis), Victoria Clark (Sally), Victor Garber (Ben) i Michael McGrath (Buddy); Christine Baranski interpretà Carlotta i Lucine Amara a Heidi; i presentava a Anne Rogers, Jo Anne Worley i Philip Bosco. Estava dirigit i coreografiat per Casey Nicholaw. Aquesta producció va fer servir el text original i les lletres de "Loveland" emprades a la producció de Londres de 1987.

### Revival de Kennedy Center i Broadway del 2011
La producció del Kennedy Center for the Performing Arts al Eisenhower Theatre començà les prèvies el 7 de maig del 2011, estrenant-se oficialment el 21; i tancà el 19 de juny del 2011. Estava protagonitzat per Bernadette Peters com Sally, Jan Maxwell com Phyllis, Elaine Paige com Carlotta, Linda Lavin com Hattie, Ron Raines com Ben i Danny Burstein com Buddy. La producció estava dirigida per Eric Schaeffer. A més, apareixien Rosalind Elias com Heidi, Régine com Solange, Susan Watson com Emily ' Terri White com Stella. El pressupost va ascendir a $7,2 milions; i tingué una ocupació del 95%.
La producció viatjà al Marquis Theatre de Broadway en una estada limitada des del 7 d'agost (estrena oficial el 12 de setembre) i cloenda en 22 de gener del 2012, després de 151 funcions i 38 prèvies. Els quatre intèrprets principals continuaren amb els seus papers, a més de Paige com Carlotta, i la producció tenia una orquestra de 28 membres i 41 intèrprets. Al repartiment s'uniren Jayne Houdyshell com Hattie Walker, Mary Beth Peil com Solange LaFitte, i Don Correia com Theodore Whitman. S'enregistrà la banda sonora, publicant-se el 29 de novembre del 2011.
Malgrat que la producció va allargar la seva estada i que els ingressos superaven les expectatives, no va poder cobrir la inversió.

### Producció de Madrid
Mario Gas dirigí una versió en castellà de Follies, adaptada per Roser Batalla i Roger Peña, al Teatro Español de Madrid, representant-se en un inici entre el 10 de febrer i el 8 d'abril del 2012, però a causa de l'èxit tornà entre el 9 de juny i el 21 de juliol. Al juliol es representà al Festival de Perelada de Girona. Estava protagonitzada per Vicky Peña (Phillys Rogers Stone), Carlos Hipólito (Benjamin Stone), Muntsa Rius (Sally Durant Plummer) i Pep Molina (Buddy Plummer), en els papers principals, a més de Massiel (Carlotta Campion), Asunción Balaguer (Hattie Walker), Linda Mirabal (Heidi Schiller), Teresa Vallicrosa (Stella Deems), Mònica López (Solange La Fitte), Marta Capel (Jove Phillys), Diego Rodríguez (Jove Ben), Júlia Möller (Jove Sally), Ángel Ruiz (Jove Buddy) i Joana Estebanell (Joven Heidi).

## Personatges i repartiment original
| Personatge           | Broadway (1971)   | Lincoln Center (1985) | Londres (1987)     | Paper Mill Playhouse (1998) | Revival de Broadway (2001) | Revival de Londres (2002) | City Center Encores! (2007) | Kennedy Center (2011) | Revival de Broadway (2011) | Ahmanson Theater (2012) | Madrid (2012)              | Royal Albert Hall (2015) | Concert australià (2016) | Revival de Londresl (2017) | Revival de Londres (2019)       |  |
| -------------------- | ----------------- | --------------------- | ------------------ | --------------------------- | -------------------------- | ------------------------- | --------------------------- | --------------------- | -------------------------- | ----------------------- | -------------------------- | ------------------------ | ------------------------ | -------------------------- | ------------------------------- |  |
| Buddy Plummer        | Gene Nelson       | Mandy Patinkin        | David Healy        | Tony Roberts                | Treat Williams             | Henry Goodman             | Michael McGrath             | Danny Burstein        | Danny Burstein             | Danny Burstein          | Pep Molina                 | Peter Polycarpou         | David Hobson             | Peter Forbes               | Peter Forbes                    |  |
| Sally Durant Plummer | Dorothy Collins   | Barbara Cook          | Julia McKenzie     | Donna McKechnie             | Judith Ivey                | Kathryn Evans             | Victoria Clark              | Bernadette Peters     | Bernadette Peters          | Victoria Clark          | Muntsa Rius                | Ruthie Henshall          | Lisa McCune              | Imelda Staunton            | Joanna Riding                   |  |
| Benjamin Stone       | John McMartin     | George Hearn          | Daniel Massey      | Laurence Guittard           | Gregory Harrison           | David Durham              | Victor Garber               | Ron Raines            | Ron Raines                 | Ron Raines              | Carlos Hipólito            | Alexander Hanson         | Philip Quast             | Philip Quast               | Alexander Hanson                |  |
| Phyllis Rogers Stone | Alexis Smith      | Lee Remick            | Diana Rigg         | Dee Hoty                    | Blythe Danner              | Louise Gold               | Donna Murphy                | Jan Maxwell           | Jan Maxwell                | Jan Maxwell             | Vicky Peña                 | Christine Baranski       | Anne Wood                | Janie Dee                  | Janie Dee                       |  |
| Young Buddy          | Harvey Evans      | Jim Walton            | Evan Pappas        | Billy Hartung               | Joey Sorge                 | Matthew Cammelle          | Curtis Holbrook             | Christian Delcroix    | Christian Delcroix         | Christian Delcroix      | Ángel Ruiz                 | Jos Slovick              | Rowan Witt               | Fred Haig                  | Henry Hepple                    |  |
| Young Sally          | Marti Rolph       | Liz Callaway          | Deborah Poplett    | Danette Holden              | Lauren Ward                | Emma Clifford             | Katie Klaus                 | Lora Lee Gayer        | Lora Lee Gayer             | Lora Lee Gayer          | Julia Möller               | Amy Ellen Richardson     | Sophie Wright            | Alex Young                 | Gemma Sutton                    |  |
| Young Ben            | Kurt Peterson     | Howard McGillin       | Simon Green        | Michael Gruber              | Richard Roland             | Hugh Maynard              | Colin Donnell               | Nick Verina           | Nick Verina                | Nick Verina             | Diego Rodríguez            | Alistair Brammer         | Lachlan Graham           | Adam Rhys-Charles          | Ian McIntosh                    |  |
| Young Phyllis        | Virginia Sandifur | Daisy Prince          | Gillian Bevan      | Meredith Patterson          | Erin Dilly                 | Kerry Jay                 | Jenny Powers                | Kirsten Scott         | Kirsten Scott              | Kirsten Scott           | Marta Capel                | Laura Pitt-Pulford       | Jenni Little             | Zizi Strallen              | Christine Tucker                |  |
| Stella Deems         | Mary McCarty      | Phyllis Newman        | Lynda Baron        | Phyllis Newman              | Carol Woods                | Shezwae Powell            | Joanne Worley               | Terri White           | Terri White                | Terri White             | Teresa Vallicrosa          | Anita Dobson             | Queenie van de Zandt     | Dawn Hope                  | Dawn Hope                       |  |
| Carlotta Campion     | Yvonne De Carlo   | Carol Burnett         | Dolores Gray       | Ann Miller                  | Polly Bergen               | Diane Langton             | Christine Baranski          | Elaine Paige          | Elaine Paige               | Elaine Paige            | Massiel                    | Betty Buckley            | Debra Byrne              | Tracie Bennett             | Tracie Bennett                  |  |
| Heidi Schiller       | Justine Johnston  | Licia Albanese        | Adele Leigh        | Carol Skarimbas             | Joan Roberts               | Julia Goss                | Lucine Amara                | Rosalind Elias        | Rosalind Elias             | Carol Neblett           | Linda Mirabal              | Charlotte Page           | Cheryl Barker            | Josephine Barstow          | Felicity Lott/Josephine Barstow |  |
| Hattie Walker        | Ethel Shutta      | Elaine Stritch        | Margaret Courtenay | Kaye Ballard                | Betty Garrett              | Joan Savage               | Mimi Hines                  | Linda Lavin           | Jayne Houdyshell           | Jayne Houdyshell        | Asunción Balaguer          | Lorna Luft               | Nancye Hayes             | Di Botcher                 | Claire Moore                    |  |
| Dimitri Weismann     | Arnold Moss       | Andre Gregory         | Leonard Sachs      | Eddie Bracken               | Louis Zorich               | Russell Dixon             | Philip Bosco                | David Sabin           | David Sabin                | David Sabin             | Gonzalo De Salvador        | Alistair McGowan         | Robert Grubb             | Gary Raymond               | Gary Raymond                    |  |
| Solange LaFitte      | Fifi D'Orsay      | Liliane Montevecchi   | Maria Charles      | Liliane Montevecchi         | Jane White                 | Anna Nicholas             | Yvonne Constant             | Régine Zylberberg     | Mary Beth Peil             | Mary Beth Peil          | Mónica López/Carmen Conesa | Stefanie Powers          | Natali Gamsu             | Geraldine Fitzgerald       | Geraldine Fitzgerald            |  |
| Emily Whitman        | Marcia Stringer   | Betty Comden          | Pearl Carr         | Natalie Mosco               | Marge Champion             | Myra Sands                | Anne Rogers                 | Susan Watson          | Susan Watson               | Susan Watson            | Mamen García               | Anita Harris             | Patti Newton             | Norma Attallah             | Myra Sands                      |  |
| Theodore Whitman     | Charles Welch     | Adolph Green          | Teddy Johnson      | Donald Saddler              | Donald Saddler             | Tony Kemp                 | Robert Fitch                | Terrence Currier      | Don Correia                | Sammy Williams          | Lorenzo Valverde           | Roy Hudd                 | Bert Newton              | Billy Boyle                | Billy Boyle                     |  |
| Max Deems            | John J. Martin    | N/D                   | N/D                | N/D                         | Peter Cormican             | Nick Hamilton             | Gerry Vichi                 | Frederick Strother    | Frederick Strother         | Obba Babatundé          | N/D                        | N/D                      | N/D                      | Adrian Grove               | Adrian Grove                    |  |
| Roscoe               | Michael Bartlett  | Arthur Rubin          | Paul Bentley       | Vahan Khanzadian            | Larry Raiken               | Paul Bentley              | Arthur Rubin                | Michael Hayes         | Michael Hayes              | Michael Hayes           | Josep Ruiz                 | Russell Watson           | David Rogers Smith       | Bruce Graham               | Bruce Graham                    |  |
| Young Heidi          | Victoria Mallory  | Erie Mills            | Michelle Todd      | Ingrid Ladendorf            | Brooke Sunny Moriber       | Philippa Healey           | Leena Chopra                | Leah Horowitz         | Leah Horowitz              | Leah Horowitz           | Joana Estebanell           | Sarah Bakker             | Madeleine Featherby      | Alison Langer              | Alison Langer                   |  |
| Kevin                | Ralph Nelson      | N/D                   | N/D                | N/D                         | Stephen Campanella         | N/D                       | Clyde Alves                 | Clifton Samuels       | Clifton Samuels            | Clifton Samuels         | Antonio Villa              | N/D                      | Matt Holly               | Jordan Shaw                | Rohan Richards                  |  |
| Sandra Crane         | Sonja Levkova     | N/D                   | N/D                | Laura Kenyon                | Nancy Ringham              | N/D                       | Diane J. Findlay            | Florence Lacey        | Florence Lacey             | Florence Lacey          | N/D                        | N/D                      | N/D                      | Gemma Page                 | Caroline Fitzgerald             |  |
| Dee Dee West         | Helon Blount      | N/D                   | N/D                | Billie Thrash               | Dorothy Stanley            | N/D                       | Dorothy Stanley             | Colleen Fitzpatrick   | Colleen Fitzpatrick        | Colleen Fitzpatrick     | N/D                        | N/D                      | Katie Kermond            | Liz Izen                   | Liz Izen                        |  |
| Young Stella         | N/D               | N/D                   | N/D                | Pamela Jordan               | Allyson Tucker             | Keisha Marina Atwell      | Ashlee Fife                 | Erin N. Moore         | Erin N. Moore              | Erin N. Moore           | N/D                        | Lucy James               | Imogen Moore             | Leisha Mollyneux           | Vanessa Fisher                  |  |
| Young Carlotta       | N/D               | N/D                   | N/D                | Jillana Urbina              | Sally Mae Dunn             | N/D                       | Jennifer Mathie             | Pamela Otterson       | Pamela Otterson            | Pamela Otterson         | N/D                        | N/D                      | N/D                      | Emily Langham              | Lindsay Atherton                |  |
| Young Hattie         | Mary Jane Houdina | N/D                   | N/D                | Krista Lepore               | Kelli O’Hara               | N/D                       | Cameron Adams               | Jenifer Foote         | Jenifer Foote              | Jenifer Foote           | Marisa Gerardi             | N/D                      | Katrina Bickerton        | Aimee Hodnett              | Lisa Ritchie                    |  |
| Young Emily          | N/D               | N/D                   | N/D                | Pascale Faye                | Carol Bentley              | N/D                       | Denise Payne                | Danielle Jordan       | Danielle Jordan            | Danielle Jordan         | N/D                        | N/D                      | N/D                      | Anouska Eaton              | Rosanna Bates                   |  |
| Young Dee Dee        | N/D               | N/D                   | N/D                | Karen Lifshey               | Roxane Barlow              | N/D                       | Natalie King Smith          | Leslie Donna Flesner  | Leslie Donna Flesner       | Leslie Donna Flesner    | N/D                        | N/D                      | N/D                      | Christine Tucker           | Anouska Eaton                   |  |
| Young Solange        | N/D               | N/D                   | N/D                | Jean Marie                  | Jacqueline Hendy           | N/D                       | Shannon Marie O’Bryan       | Suzanne Hylenski      | Ashley Yeater              | Angel Reda              | N/D                        | N/D                      | N/D                      | Sarah-Marie Maxwell        | Sarah-Marie Maxwell             |  |
| Young Sandra         | N/D               | N/D                   | N/D                | Julie Connors               | Dottie Earle               | N/D                       | Jenifer Foote               | Kiira Schmidt         | Kiira Schmidt              | Kiira Schmidt           | N/D                        | N/D                      | N/D                      | Kate Parr                  |                                 |  |

## Premis i nominacions

### Producció original de Broadway
| Any  | Premi                                    | Categoria                              | Nominat                         | Resultat   |
| ---- | ---------------------------------------- | -------------------------------------- | ------------------------------- | ---------- |
| 1971 | Premi Drama Desk                         | Coreografia Més Destacada              | Michael Bennett                 | Guanyador  |
| 1971 | Premi Drama Desk                         | Lletres Més Destacades                 | Stephen Sondheim                | Guanyador  |
| 1971 | Premi Drama Desk                         | Música Més Destacada                   | Stephen Sondheim                | Guanyador  |
| 1971 | Premi Drama Desk                         | Vestuari Més Destacat                  | Florence Klotz                  | Guanyador  |
| 1971 | Premi Drama Desk                         | Escenografia Més Destacada             | Boris Aronson                   | Guanyador  |
| 1971 | Premi Drama Desk                         | Actuació Més Destacat                  | Alexis Smith                    | Guanyador  |
| 1971 | Premi Drama Desk                         | Director Més Destacat                  | Harold Prince i Michael Bennett | Guanyador  |
| 1971 | Premi del New York Drama Critics' Circle | Best Musical                           | Best Musical                    | Guanyador  |
| 1971 | Premi Tony                               | Millor Musical                         | Millor Musical                  | Nominat    |
| 1971 | Premi Tony                               | Millor Llibret de Musical              | James Goldman                   | Nominat    |
| 1971 | Premi Tony                               | Millor Actriu Protagonista de Musical  | Alexis Smith                    | Guanyadora |
| 1971 | Premi Tony                               | Millor Actriu Protagonista de Musical  | Dorothy Collins                 | Nominada   |
| 1971 | Premi Tony                               | Millor Actor de Repartiment de Musical | Gene Nelson                     | Nominat    |
| 1971 | Premi Tony                               | Millor Banda Sonora                    | Stephen Sondheim                | Guanyador  |
| 1971 | Premi Tony                               | Millor Direcció de Musical             | Harold Prince i Michael Bennett | Guanyador  |
| 1971 | Premi Tony                               | Millor Coreografia                     | Michael Bennett                 | Guanyador  |
| 1971 | Premi Tony                               | Millor Escenografia                    | Boris Aronson                   | Guanyador  |
| 1971 | Premi Tony                               | Millor Vestuari                        | Florence Klotz                  | Guanyador  |
| 1971 | Premi Tony                               | Millor Il·luminació                    | Tharon Musser                   | Guanyador  |

### Producció Original de Londres
| Any  | Premi                  | Categoria                | Nominat        | Resultat  |
| ---- | ---------------------- | ------------------------ | -------------- | --------- |
| 1987 | Premi Laurence Olivier | Millor Musical           | Millor Musical | Guanyador |
| 1987 | Premi Laurence Olivier | Millor Actriu de Musical | Julia McKenzie | Nominada  |

### Revival de Broadway 2001
| Any  | Premi            | Categoria                                      | Nominat                           | Resultat |
| ---- | ---------------- | ---------------------------------------------- | --------------------------------- | -------- |
| 2001 | Premi Drama Desk | Revival d'un Musical Més Destacat              | Revival d'un Musical Més Destacat | Nominat  |
| 2001 | Premi Drama Desk | Actriu Protagonista d'un Musical Més Destacada | Polly Bergen                      | Nominat  |
| 2001 | Premi Drama Desk | Orquestracions Més Destacades                  | Jonathan Tunick                   | Nominat  |
| 2001 | Premi Tony       | Millor Revival de Musical                      | Millor Revival de Musical         | Nominat  |
| 2001 | Premi Tony       | Millor Actriu Protagonista de Musical          | Blythe Danner                     | Nominada |
| 2001 | Premi Tony       | Millor Actriu de Repartiment de Musical        | Polly Bergen                      | Nominada |
| 2001 | Premi Tony       | Millor Vestuari                                | Theoni V. Aldredge                | Nominat  |
| 2001 | Premi Tony       | Millors Orquestracions                         | Jonathan Tunick                   | Nominat  |

### Producció de Madrid
| Any  | Premi     | Categoria                    | Nominat                   | Resultat   |
| ---- | --------- | ---------------------------- | ------------------------- | ---------- |
| 2012 | Premi Max | Millor espectacle musical    | Millor espectacle musical | Guanyador  |
| 2012 | Premi Max | Millor director d'escena     | Mario Gas                 | Guanyador  |
| 2012 | Premi Max | Millor actor de repartiment  | Carlos Hipólito           | Guanyador  |
| 2012 | Premi Max | Millor actriu de repartiment | Asunción Balaguer         | Guanyadora |
| 2012 | Premi Max | Millor direcció musical      | Pep Pladellorens          | Guanyador  |
| 2012 | Premi Max | Millor figurista             | Antonio Belart            | Guanyador  |